# Valentina Nappi
Valentina Nappi (6 de novembre de 1990; Scafati, Campània) és una actriu pornogràfica italiana.
Valentina Nappi va debutar en la indústria pornogràfica el 2010, de la mà del director Rocco Siffredi, qui la va reclutar després de contactar-se amb ell per correu electrònic. Va debutar com a actriu en la pel·lícula Rocco's Bitches in Uniform, produïda per Evil Angel.
Es va graduar a l'Escola d'Art i actualment es troba cursant els seus estudis d'art i disseny a la universitat. Citada per la premsa com: "una estrella pornogràfica intel·lectual", Nappi ha escrit diversos assajos sobre la condició de l'home i de la dona en la societat contemporània, i també ha assistit a un festival de filosofia.
Va ser triada Playmate per a l'edició italiana de Playboy en juny del 2012 i Pet of the Month de la revista Penthouse en novembre del 2013.